# Karkın (Aksaray)
Karkın ist ein Dorf in der Türkei. Es liegt im Süden der Provinz Aksaray im Landkreis Aksaray am Fuße des Hasan Dağı.
Karkın wurde 1919 gegründet, damals zogen viele aus der Kaukasus-Region und Adana in die Gemeinde. Das Dorf ist für seine Thermalquellen bekannt und zieht deshalb auch Touristen an. Bis 2013 bildete Karkın eine Gemeinde mit rund 2000 Einwohnern. Seit 2013 ist Karkın ein Dorf.
Bürgermeister ist Onur Keser (MHP).